# Ed Wachter
Edward A. Wachter, detto Ed (Troy, 30 giugno 1883 – Troy, 12 marzo 1966), è stato un cestista e allenatore di pallacanestro statunitense, membro del Naismith Memorial Basketball Hall of Fame dal 1961 in qualità di giocatore.
Fu uno dei migliori centri della sua epoca. Non frequentò né l'high school né il college, ma giocò a livello professionistico - uno dei primi a farlo - dal 1901 al 1924.